# Маяк (гора)
Мая́к, на топографических картах имеет название Шаповалы — гора на территории Воложинского района Минской области около деревни Шаповалы, однако административно вершина горы располагается на чересполосном участке деревни Гиревичи (там располагается военный городок в/ч 30151), 4-я по высоте в Белоруссии. Высшая точка Заславской возвышенности,  входящей в состав обширной Минской возвышенности. На топографической карте СССР, лист N-35-67 масштаба 1:100 000, указана отместка высоты 334,6 м над уровнем моря. На дореволюционных топографических картах высота горы давалась в размере 164,1 сажени, то есть 350,1 м в современных единицах. На довоенной польской топографической карте 1933 года высота горы также приведена 350,1 м, на советских картах 1950-х годов её высота показывалась как 356 м.
Гора Маяк сложена из красно-бурых глин, завалуненными суглинками, глинами с покровом лёссовидных суглинков. Гора представляет собой моренный холм с вершиной овальной формы. Северный и северо-восточный склоны горы выпуклой формы с уклоном 10—15 градусов, южный и западный — пологие (до 5 градусов).
У подножия горы Маяк расположены истоки рек Уша и Свислочь.